# Ken's Bar II
《Ken's Bar II》，是平井堅個人第二張翻唱概念專輯。於2009年5月27日發行。

## 概述
- 紀念個人概念演唱會「Ken's Bar」自1998年5月29日開店第十周年的實體作品。
- 翻唱了許多國外及日本的樂團、歌手經典歌曲，如EAGLES、Ne-Yo、Stevie Wonder、中島美雪、桑田佳祐、濱崎步等。
- 繼上張翻唱專輯與坂本九合唱後，再度跨越時空與日本國寶級歌手美空雲雀演唱「Stardust」。
- 草野正宗、小野麗莎、Frank McComb等歌手獻聲合唱。
- 音樂形式多元，包含節奏藍調、爵士、巴薩諾瓦等等。
- 初回限定盤為特殊典藏包裝，收錄Ken’s Bar情人節現場演唱實況DVD。

## 收錄曲

### CD
1. Open
2. even if～instrumental～
  - 作詞・作曲：Ken Hirai／編曲：Matt Hales（Aqualung）
3. New York State Of Mind（原唱：Billy Joel）
  - 作詞・作曲：Billy Joel／編曲：中西康晴
4. 你不會知道 我有多喜歡你（原唱：楠瀬誠志郎）
  - 作詞：芹澤類／作曲：楠瀬誠志郎／編曲：石成正人
5. LOVE　～Destiny～（原唱：濱崎步）
  - 作詞：ayumi hamasaki／作曲：TSUNKU／編曲：鈴木大
6. DESPERADO（原唱：EAGLES）
  - 作詞・作曲：Don Henley、Glenn Frey／編曲：鈴木大
7. MOON RIVER（爵士標準曲目）
  - 作詞：Johnny H Mercer／作曲：Henry Nicola Mancini／編曲：Toninho Horta
  - 紀錄片《The Moon》主題歌
8. Intermission
  - 作曲：Ken Hirai／編曲：鈴木大
9. Because Of You（原唱：Ne-Yo）
  - 作詞・作曲：Shaffer Smith、Tor Erik Hermansen、Mikkel Storleer Eriksen／編曲：石成正人
10. LATELY
  - 作詞・作曲：Stevie Wonder／編曲：Frank McComb／合唱：榆原正弘
11. 分手歌（原唱：中島美雪）
  - 作詞・作曲：中島美雪／編曲：龜田誠治／合唱：草野正宗
12. Heart Of Mine（原唱：Bobby Caldwell）
  - 作詞・作曲：Bbobby Caldwell、Jason Scheff、Dennis Matkosky／編曲、合聲：小野麗莎
  - 電影《為愛朗讀》日文主題歌
13. 白色戀人們（原唱：桑田佳祐）
  - 作詞・作曲：桑田佳祐／編曲：蔦谷好位置
14. Close
15. Stardust（原唱：美空雲雀）
  - 作詞：Mitchell Parish／作曲：Hoagy Carmichael／編曲：本間昭光／合唱：美空雲雀

### DVD（初回盤附）
特殊典藏包裝、115分鐘Ken’s Bar 情人節現場演唱實況。
1. My Funny Valentine
2. Valentine Kiss（原唱：國生小百合）
3. SWEET MEMORIES（原唱：松田聖子）
4. Sweet Pillow
5. Missin' you ～It will break my heart～
6. LIFE is... ～another story～
7. 輕閉雙眼
8. Strawberry Sex
9. 剪影羅曼史（原唱：大橋純子）
10. SHE（原唱：Elvis Costello）
11. 朋友
12. POP STAR
13. Love Love Love
14. even if